# Carey Lowell
 (juin 2017).
Si vous disposez d'ouvrages ou d'articles de référence ou si vous connaissez des sites web de qualité traitant du thème abordé ici, merci de compléter l'article en donnant les références utiles à sa vérifiabilité et en les liant à la section « Notes et références ».
Pour les articles homonymes, voir Lowell.
Carey Lowell, née le 11 février 1961 à Huntington, est une actrice américaine. Elle est connue pour avoir été l'épouse de Richard Gere et également pour avoir interprété la James Bond girl Pam Bouvier  dans Permis de tuer avec Timothy Dalton et la procureure Jamie Ross dans la série New York, police judiciaire.

## Biographie
Lowell est née à Huntington, dans l'État de New York. Elle a passé une grande partie de son enfance à voyager avec son père, James Lowell, qui était un géologue renommé (élu scientifique de l'année en 1979). Elle a passé son école secondaire à Bear Creek dans le Colorado, suit des études supérieures à l'Université du Colorado, et est repérée par l'agence de mannequins Ford. Elle travaille notamment en tant que mannequin pour Ralph Lauren et Calvin Klein et fait la une de magazines comme Vogue et Glamour. Elle obtient un diplôme de littérature à l'Université de New York puis prend des cours de comédie à la Neighborhood Playhouse School of the Theatre à New York. Elle débute en 1986 dans le film Club Paradise avec Robin Williams.
Carey Lowell s'est mariée trois fois. D'abord avec le photographe John Stember (1984-1988), puis avec l'acteur Griffin Dunne (1989-1995) avec qui elle a une fille.  Elle épouse en 2002 Richard Gere, avec qui elle a un fils en 2000 (Homer James Jigme Gere). En 2013, après 18 ans de vie commune et 11 ans de mariage ils décident de se séparer et d'entamer une procédure de divorce.

## Carrière
De 1996 à 2001, elle joue le rôle de la procureure Jamie Ross dans la série à succès New York Police Judiciaire. Elle quitte la série en 2001 et rejoue le rôle de Ross dans la série dérivée New York, cour de justice.
Elle est de retour dans New York, Police Judiciaire en 2022 pour le temps de quelques épisodes.

## Filmographie

### Cinéma
- 1986 : Campus (en) (Dangerously Close) : Julie
- 1986 : Club Paradis (Club Paradise) : Le modèle Fashion
- 1987 : Le Trésor de San Lucas (Down Twisted) : Maxine
- 1988 : Lui et moi (Ich und er) : Janet Anderson
- 1989 : Permis de tuer (Licence to Kill) : Pam Bouvier
- 1990 : La Nurse (The Guardian) : Kate
- 1991 : L'Amour coté en bourse (Road to Ruin) : Jessie Tailor
- 1993 : Nuits blanches à Seattle (Sleepless in Seattle) : Maggie Baldwin
- 1994 : Rendez-vous avec le destin (Love Affair) : Martha
- 1995 : Leaving Las Vegas : La caissière de la banque
- 1997 : Créatures féroces (Fierce Creatures) : Cub Felines

### Télévision

#### Séries télévisées
- 1996 – 2001 puis 2022: New York, police judiciaire : Jamie Ross
- 2005 : New York, cour de justice : La juge Jamie Ross (saison 1, épisodes 2 et 7)

#### Téléfilms
- 2003 : Avec les yeux du cœur (More Than Meets the Eye: The Joan Brock Story) : Joan Brock
- 2003 : Empire Falls : Francine à 40 ans